# Nativa FM Cuiabá
Nativa FM Cuiabá é uma emissora de rádio brasileira concessionada e  sediada em Cuiabá, capital do estado de Mato Grosso. Opera no dial FM, na frequência 94.3 MHz, e é afiliada à Nativa FM. Pertence ao Grupo Sávio Brandão, também responsável pelo portal Folha do Estado.

## História
A Cidade FM foi inaugurada no dia 13 de novembro de 1987 às 13 horas, 13 minutos e 13 segundos, através da frequência 94.3 MHz. Seu primeiro locutor foi Ari Bob Lee. Em 1992, a emissora foi adquirida pelo Grupo Sávio Brandão, realizando assim o sonho do proprietário do grupo, Domingos Sávio Brandão. Ele sempre buscava trazer os melhores equipamentos existentes no mercado, além de vários vinis de São Paulo e do exterior a cada 15 dias.
Neste mesmo ano, a Cidade FM passou a retransmitir a programação da Rede Cidade do Rio de Janeiro, via satélite. A emissora sempre esteve à frente de grandes shows em Mato Grosso. Os maiores Festivais de Inverno de Chapada dos Guimarães contaram com apoio da emissora, como o de 1994, onde foi montada uma grande estrutura no evento, na qual os famosos DJs da rádio agitaram o público.
Ainda em 1994, a Rede Cidade foi extinta, e a emissora se afiliou à Jovem Pan FM, que havia lançado recentemente sua transmissão via satélite. Porém, a emissora saiu do ar por motivos desconhecidos. Em 1996, a Cidade FM voltou a operar de forma independente, com programação local voltada ao público jovem. Em 2002, com o assassinato de Domingos Sávio Brandão (morto por pistoleiros na porta da nova sede da emissora, ainda em construção no bairro Consil), a Cidade FM e o jornal Folha do Estado passaram a ser administrados pela viúva Isabela Brandão e por Domingos Sávio Brandão Júnior.
A rádio teve alguns quadros marcantes como o "Não Diga Alô, Diga Cidade", que premiava o ouvinte com dinheiro. O programa Sucesso da Cidade apresentava as 10 músicas mais pedidas da rádio, e ia ao ar antes d'A Voz do Brasil. Em 2008, a rádio colocou o jornalismo em sua grade de programação com o programa Cidade Independente, que foi líder de audiência das 7 às 9 da manhã. O programa era apresentado por Edivaldo Ribeiro, Dirceu Carlino e Ana Karla Costa, e recebeu dois prêmios Top of Mind e o troféu Resumo do Dia. Já em 2009, a Cidade FM lançou o programa Caximbocó, que levava entrevistas com humor na hora do almoço, e tinha a apresentação de Marcos Schmitz, Batatinha Fashion, Edson Guilherme e João de Oliveira.
Devido às várias dívidas do Grupo Sávio Brandão desde a morte do seu fundador, a emissora foi arrendada em maio de 2012 para o Grupo Mega, responsável pela concorrente Mega FM. Em 11 de junho, a emissora passou a ser afiliada à Mix FM, e foi renomeada como Mix FM Cuiabá. Após três anos, a emissora deixou a rede em 30 de março de 2015 (um dia antes do término oficial da afiliação), e passou a adotar uma programação independente com músicas de gêneros variados. A rádio foi devolvida ao Grupo Sávio Brandão, que arrendou a emissora no mesmo ano para a Igreja Universal do Reino de Deus, passando a transmitir a programação da Rede Aleluia.
Em abril de 2022, foi divulgado que a Cidade FM iria deixar de veicular a programação da Rede Aleluia após 7 anos, para se tornar a nova afiliada da Nativa FM em Cuiabá, após a rede ficar sem sinal devido as disputas entre o Grupo Futurista de Comunicação e a PHD Publicidade pelo controle da sua antiga afiliada. A Rede Aleluia deixou a frequência na manhã do dia 1.º de maio, quando se iniciou uma programação de expectativa para a reestreia da Nativa, inicialmente prevista para o dia seguinte. Porém por questões técnicas, ela só ocorreu em 9 de maio, na abertura do programa Arena Nativa.